# Caril de frango

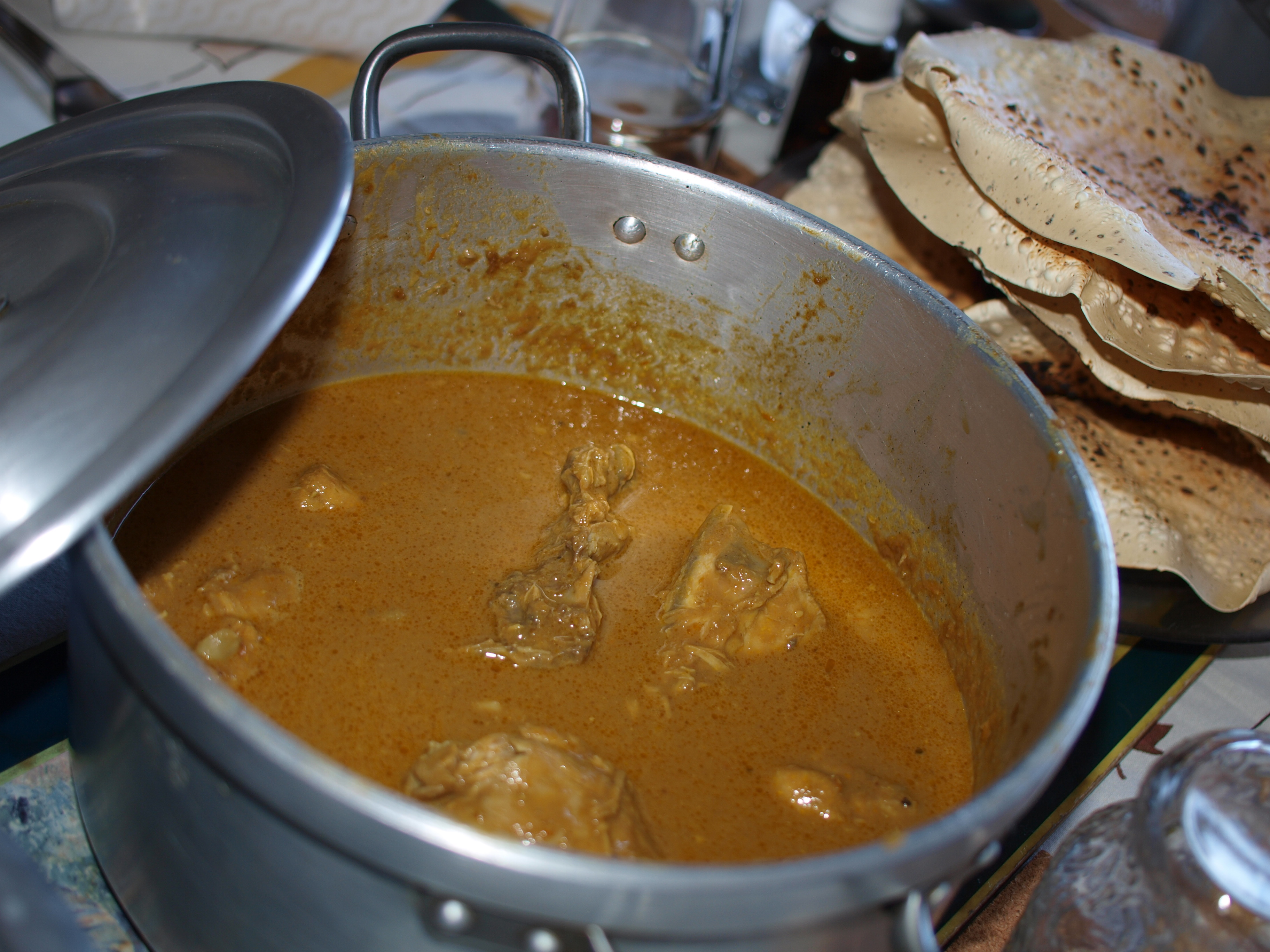
Caril de frango

Caril de frango é um prato tradicional da culinária indo-portuguesa de Goa, Damão e Diu, outrora pertencentes ao Estado Português da Índia.
É também um prato comum em Portugal, onde por vezes é designado como frango de caril, e em Moçambique.
Tal como o nome sugere, é preparado com frango e caril. Nas suas diversas variantes, o molho pode incluir coco, cebola, tamarindo, alho, coentros, pimenta, tomilho , noz-moscada e malaguetas. As variantes moçambicanas incluem também, por vezes, a manga como ingrediente.
É normalmente acompanhado por arroz branco.